# Saïda el-Mehdi
Saïda el-Mehdi (arabisch سعيدة المهدي, DMG Saʿīda al-Mahdī; * 21. September 1981) ist eine ehemalige marokkanische Leichtathletin, die sich auf den Mittelstreckenlauf spezialisiert hat. 2004 wurde sie in Brazzaville Afrikameisterin über 800 Meter sowie Vizeafrikameisterin über 1500 Meter.

## Sportliche Laufbahn
Erste internationale Erfahrungen sammelte Saïda el-Mehdi vermutlich im Jahr 2004, als sie bei den Afrikameisterschaften in Brazzaville in 2:03,52 min die Goldmedaille im 800-Meter-Lauf und sicherte sich über 1500 Meter in 4:24,87 min die Silbermedaille hinter der Kenianerin Nancy Jebet Langat. Zudem gewann sie bei den Panarabischen Spielen in Algier in 4:36,07 min die Bronzemedaille im 1500-Meter-Lauf hinter der Algerierin Nahida Touhami und ihrer Landsfrau Seltana Aït Hammou. Im Jahr darauf wurde sie bei den Crosslauf-Weltmeisterschaften 2005 in Saint-Étienne in 14:38 min 53. über die Kurzdistanz und im Dezember gewann sie bei den Spielen der Frankophonie in Niamey in 2:06,49 min die Bronzemedaille über 800 Meter hinter ihrer Landsfrau Seltana Aït Hammou und Mihaela Neacșu aus Rumänien. Zudem gewann sie über 1500 Meter in 4:34,46 min die Silbermedaille hinter Aït Hammou und sicherte sich mit der marokkanischen 4-mal-400-Meter-Staffel 3:42,48 min die Bronzemedaille hinter den Teams aus Frankreich und Kanada. Bei den Crosslauf-Weltmeisterschaften 2006 in Fukuoka in 13:51 min 47. über die Kurzdistanz und im August belegte sie bei den Afrikameisterschaften in Bambous in 4:24,59 min den vierten Platz über 1500 Meter. Bei den Crosslauf-Weltmeisterschaften 2007 in Amman wurde sie nach 30:29 min 50. über die Langdistanz und im Mai siegte sie bei den Arabischen Meisterschaften ebendort in 2:06,8 min über 800 Meter und gewann in 4:18,77 min die Silbermedaille über 1500 Meter hinter ihrer Landsfrau Siham Hilali und siegte in 3:43,46 min auch im Staffelbewerb. Im Jahr darauf belegte sie bei den Afrikameisterschaften in Addis Abeba in 4:39,29 min den achten Platz über 1500 Meter und 2009 wurde sie aufgrund eines positiven Tests auf das Dopingmittel Stanozolol für zwei Jahre bis 2011 gesperrt. Nach Ablauf ihrer Sperre war sie bis 2014 in Spanien im Straßenlauf aktiv, ehe sie ihre sportliche Karriere im Alter von 33 Jahren beendete. 
2001 wurde el-Mehdi marokkanische Meisterin im 800-Meter-Lauf sowie 2001 und 2005 über 1500 Meter.

## Persönliche Bestleistungen
- 800 Meter: 2:01,85 min, 22. Juni 2006 in Algier
- 1500 Meter: 4:06,51 min, 2. Juni 2007 in Kalamata
  - 1500 Meter (Halle): 4:16,50 min, 4. Februar 2007 in Gent
- 10-km-Straßenlauf: 32:52 min, 15. Juni 2014 in Casablanca